# Švihov (Rakovníki járás)
Švihov település Csehországban, Rakovníki járásban. Švihov Pšovlky, Kolešovice és Oráčov településekkel határos. Lakosainak száma 62 fő (2024. január 1.).

## Népesség
A település lakosságának változását az alábbi diagram mutatja:
| Lakosok száma | 168  | 170  | 212  | 116  | 81   | 57   | 49   | 54   | 43   | 62   |
|               | 1869 | 1900 | 1921 | 1961 | 1980 | 2011 | 2016 | 2019 | 2021 | 2024 |